# Гербовник Георга Ортенбурга
«Гербовник Георга Ортенбурга» є списком гербовника Конрада Ґрюненберґа 1480 року, зробленим в 1602–1604.
Масивний паперовий рукопис обсягом 389 сторінок містить більше ніж 2000 зображень гербів у техніці темперного живопису. 
У гербовнику представлені герби європейських країн, міст, королів, шляхти. В Гербовнику є зображення герба князя Вітовта (з синьо-жовтим прапором на щиті), герб Королівства Русі (жовтий Лев) та інші українські герби. Поміж ними — найраніше відоме живописне зображення герба Києва.

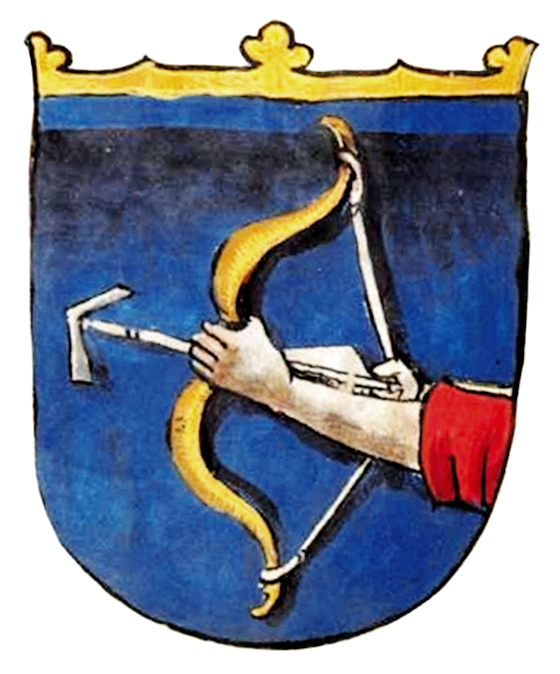
Герб Києва у гербовнику Конрада Ґрюненберґа (1480)
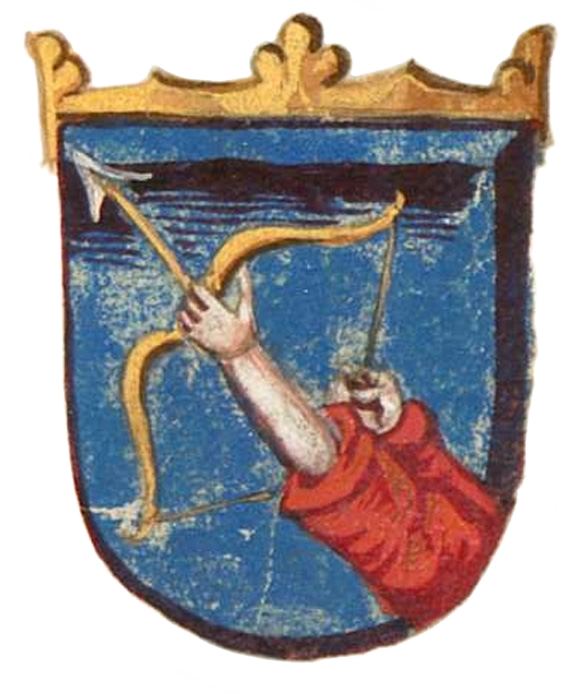
Герб Києва у гербовнику Георга Ортенбурга (1602–1604)
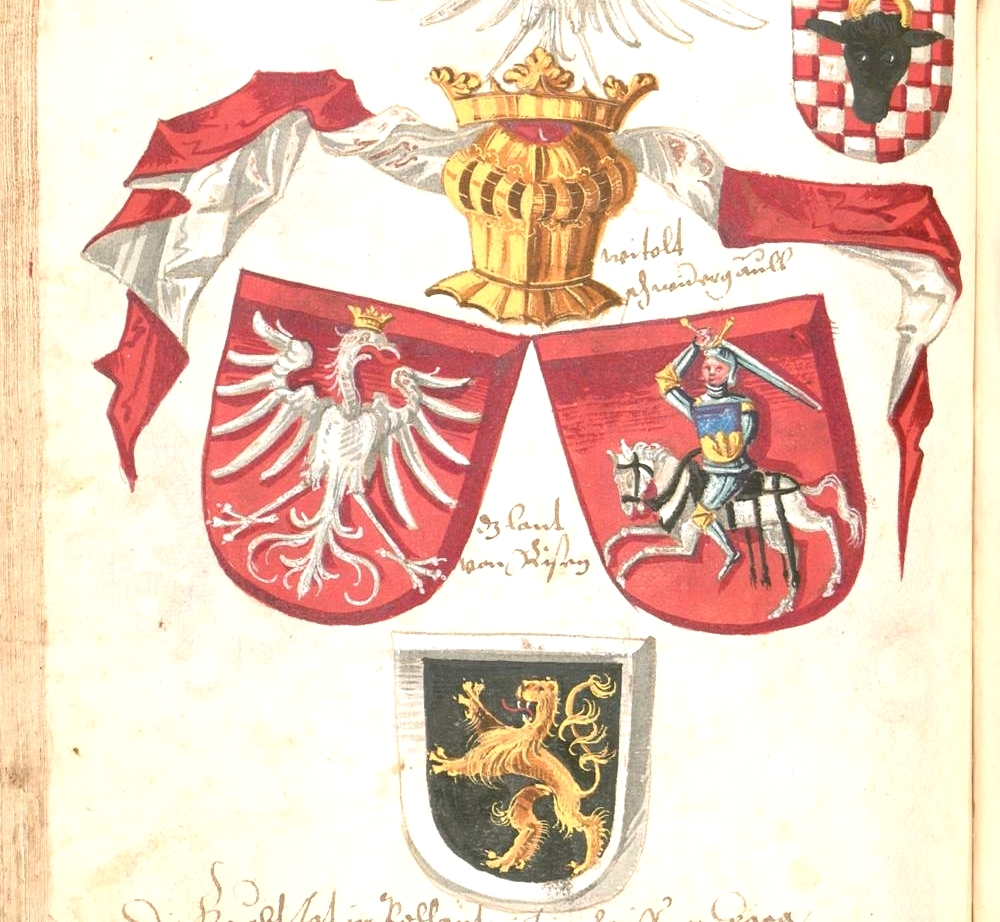
Герб Вітовта та Королівства Русі у гербовнику Георга Ортенбурга (1602–1604)